# Economia Statelor Unite ale Americii

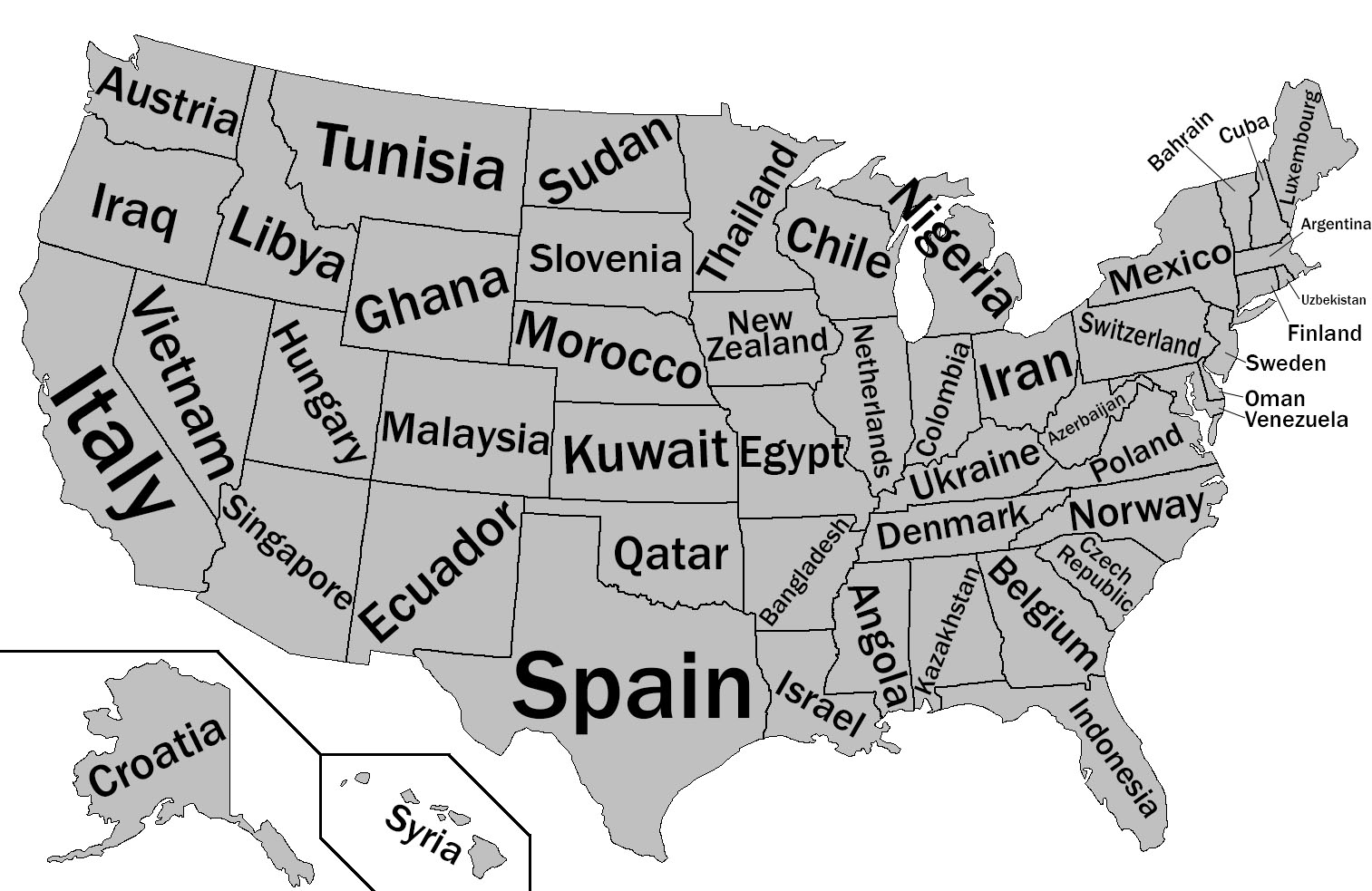
This image compared US states and other countries by GDP approximately in 2012.

Economia Statelor Unite ale Americii este cea mai mare din lume. Produsul intern brut al Statelor Unite ale Americii a fost estimat la $17.15 trilioane în aprilie 2014 , aproximativ un sfert din produsul intern brut mondial  și $22 trilioane în 2020. Produsul intern brut ajustat la paritatea puterii de cumpărare este de asemenea mai mare decât al oricărei alte țări din lume. Dolarul este cea mai folosită monedă în tranzacțiile internaționale și este cea mai importantă monedă de rezervă. Câteva țări folosesc dolarul american ca monedă oficială iar altele ca moneda de facto. SUA are o economie mixtă  și a menținut o creștere economică stabilă, o rată de șomaj moderată și nivele ridicate de cercetare. Cei mai mari parteneri de comerț ai SUA sunt: Canada, China, Mexic, Japonia si Germania.

## SUA în economia mondială actuală
Istoria S.U.A. este strâns legată de economie. Din multitudinea de cauze ce au determinat separarea politică a coloniilor nord-americane de Marea Britanie, se remarcă în special cauzele economice. Interdicția dezvoltării industriei,  impunerea impozitelor suplimentare Stamp Act și Sugar Act, și mai ales impunerea obligativității de a cumpăra produse britanice la prețuri stabilite de metropolă – toate acestea au determinat „partida de ceai de la Boston” din 1773, unul dintre evenimentele ce au condus la declanșarea războiul de independență a SUA. 
Țară a tuturor posibilităților, SUA a fost în permanență ținta emigranților proveniți de pe toate continentele. „The American Dream” – (o viață mai bună ce este rezultatul efortului personal) a fost posibil datorită sistemului economic, a perioadelor de expansiune economică a SUA . Emigranții s-au îndreptat cu precădere spre vest punând bazele agriculturii americane.
SUA beneficiază de condiții naturale pentru agricultură de înalt randament. În secolul XIX, SUA s-a afirmat ca mare putere agricolă. Tutunul, bumbacul, cerealele, produsele de origine animală au constituit principalele resurse de export. America a abandonat foarte repede agricultura de subzistență. Încă din secolul XIX, agricultura americană a devenit puternic  specializată pe renumitele centuri – centura laptelui în Nord-Est, centura porumbului asociată cu cea a creșterii porcinelor în zona Marilor Lacuri, centura bumbacului precum și creșterea cornutelor mari în Sud.  În Nord-Vest, creșterea animalelor este asociată cu cea a exploatării forestiere. La Vest de Missouri începe centura grâului. Având ca punct de plecare agricultura, SUA a devenit prima putere economică axată pe comerț și export. Industria americană a urmat aceeași cale, fiind perfect adaptată cerințelor pieței.
La cumpăna dintre secolele XIX - XX, doi mari președinți au elaborat doctrinele economico-politice ce urmau să definească relațiile SUA cu restul lumii. Președintele Taft a lansat „Diplomația Dolarului” potrivit căreia interesele americane sunt economice și se manifestă la nivel mondial. Președintele Roosvelt a impus „Diplomația Big Stick” potrivit căreia SUA își promovează cu forță sau își apără interesele economice oriunde în lume. Începutul secolului XX, marchează afirmarea SUA  ca prima mare putere economică a lumii.
Dacă, în perioada interbelică SUA continuă politica sa tradițional-izolaționistă, al doilea război mondial și mai ales apariția „cortinei de fier” a impus SUA ca putere politico-militară-lider al lumii libere. Pe plan economic, SUA își asuma responsabilitatea reconstrucției Occidentului capitalist și democrat. Planul Marshall inițiat în 1948 stă la baza reconstrucției europene și la reapariția Europei ca putere economică globală. De altfel, Statele Unite era singura în măsură să susțină un astfel de efort economic, după război. SUA poseda rezerve de aur de 20 miliarde de dolari, aproape două treimi din totalul mondial.
Puterea economică a SUA este dublată de capacitatea militară a acesteia. SUA își arogă controlul politico-militar asupra unor zone din întreaga lume. Orientul Mijlociu, Sud-estul Asiei, America Latină sunt declarate zone de interes strategic pentru Statele Unite.
Prăbușirea URSS și a comunismului european au dus la constituirea unei lumi asimetrice în care SUA a rămas deocamdată singura putere globală. Rolul său de jandarm mondial susținut de economia americană începe să fie contestat nu numai de mișcările teroriste dar și de state ce doresc să devină forțe economice globale.
Sistemul economic american poate fi definit prin caracterul său descentralizat, caracter capitalist, bazat pe proprietatea privată și liberă inițiativă. Intervenția autorităților federale în economie se manifestă prin strategii de politică bugetară și monetară. În același timp, bugetul federal are o componentă ce vizează investiții în cercetare. Legislația economică americană permite implicarea guvernului în controlul practicilor de afaceri, guvernul american având și rolul de supervizor al creșterii economice.
Un rol special în economia americană îl joacă companiile transnaționale. Coca Cola, Colgate, Microsoft, Ford, IBM, General Electric, Intel, Exxon, Wal-Mart, Mc Donald's, reprezintă imaginea SUA în întreaga lume. În topul primelor zece corporații transnaționale din lume, primele cinci sunt din SUA. Activitatea lor se concentrează asupra ramurilor cu reale perspective de dezvoltare și de obținere a profitului. De altfel, companiile transnaționale sunt vârful de lance al ofensivei americane în contextul globalizării economice. În anii 80, societățile transnaționale dețineau o treime din producția industrială, peste jumătate din comerțul exterior. Valoarea mărfurilor și a serviciilor asigurate de transnaționalele de proveniență americană se ridica în această perioadă la 350 miliarde dolari. Exprimat în procente, firmele americane reprezentau în 1999, 71,8% din valoarea primelor 50 de societăți transnaționale din lume. Prin investițiile directe în străinătate, marile companii americane obțin profituri uriașe dar mai ales capătă posibilitatea de a controla sursele de materii prime. Companiile americane sunt prezente pe piețele de înalt nivel în ceea ce privește consumul dar în regiunile producătoare de materii prime. Totodată companiile americane transferă în exterior modelul american de planificare și de management a activității economice, și în egală măsură și noile tehnologii de mare randament și productivitate. Globalizarea economiei duce la dezvoltarea companiilor transnaționale americane. Ele sunt astăzi o puternică forță în economia mondială și un adevărat liant al economiei americane care se regăsește și dincolo de frontierele naționale
Secretul succesului american este legate de sumele uriașe investite în cercetare și dezvoltare, atât de către companiile private dar și de către autoritățile federale. Un alt factor al succesului îl reprezintă gradul de pregătire și numărul personalului de cercetare. Revoluția tehnico-științifică a pornit din Statele Unite. Cei mai mulți deținători ai premiului Nobel în știință sunt americani. Nivelul înalt al tehnologiei utilizate în industria americană determină repartizarea forței de muncă în domeniul serviciilor într-un procent uriaș (73,2% ) prin comparație cu 24,1% în industrie și 2,7%în agricultură.
Nivelul înalt al productivității întâlnit în economia americană permite Statelor Unite să atragă uriașe fluxuri de capital, dar și să exporte resurse financiare americane peste tot în lume dar mai ales în Europa. Jean-Jacques Servan Schreiber, aprecia că în anii 80 „a treia putere industrială mondială după Statele Unite și URRS ar putea fi nu Europa, ci industria americană în Europa”.  Această remarcă este valabilă mai ales astăzi, prăbușirea comunismului în Europa în 1989 permițând firmelor americane să se extindă pe o piață uriașă.
Economia americană se află acum în plină expansiune. Creșterea economică este susținută de tehnologia performantă, inflație scăzută, capacitatea de a crea locuri de muncă și un nivel scăzut al șomajului. SUA promovează un nou concept economic legat de productivitatea globală a factorilor de producție, concept ce pune accent pe eficacitatea cu care economia americană îmbină munca angajaților cu investițiile în cercetare și noile tehnologii.  
Chiar dacă SUA rămân în centrul sistemului internațional ca mare putere economică  și militară, globalizarea economică permite multor altor puteri să se afirme și să concureze cu SUA, rolul acesteia, de singura superputere, fiind pusă la îndoială încă de pe acum.

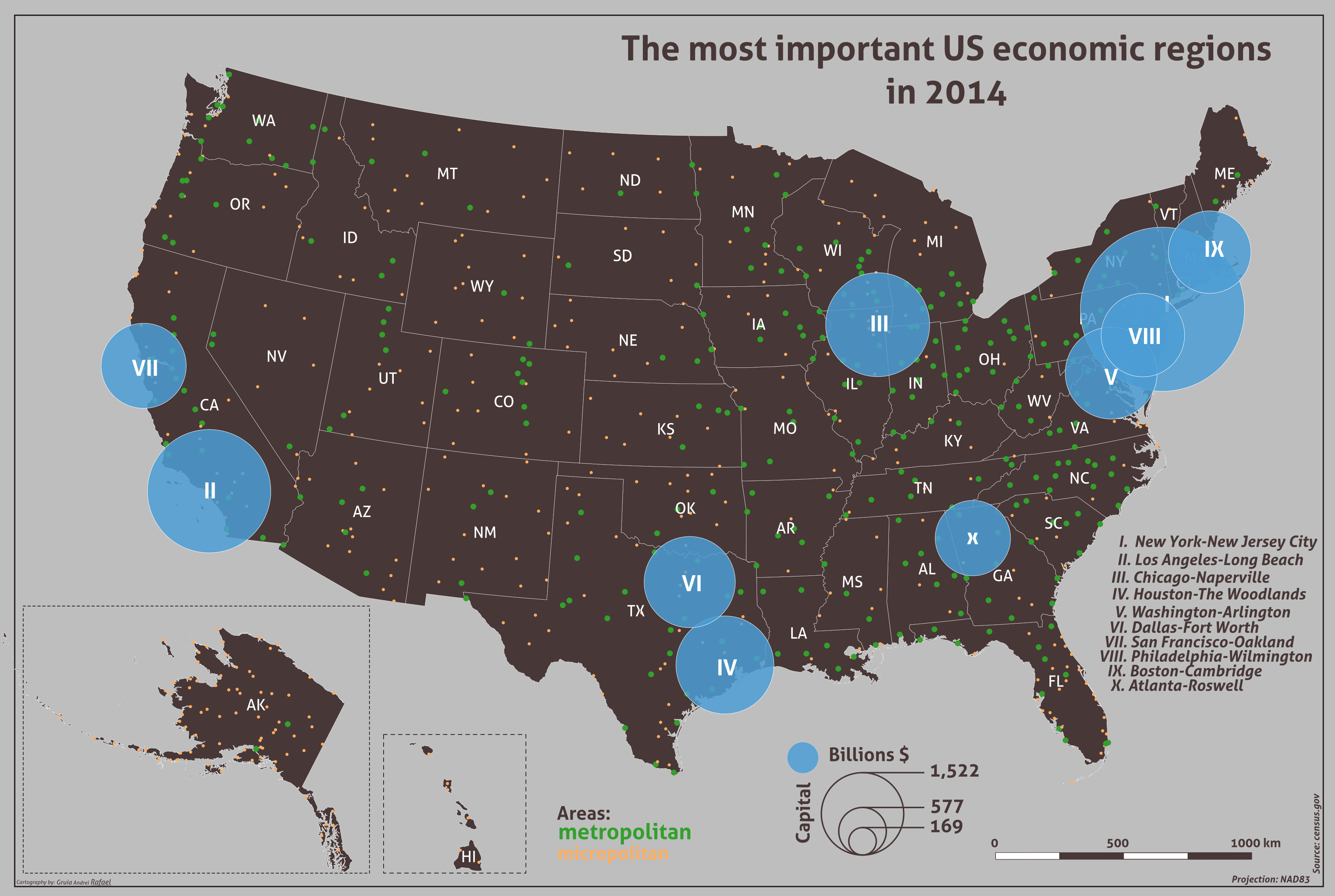
In this image are the most important US economics regions in 2014.

## Agricultură
Din punct de vedere economic, Statele Unite ale Americii au cea mai dezvoltată agricultură din lume.
În ianuarie 2008, agenția americană de reglementare a produselor alimentare (FDA) și-a dat aprobarea pentru comercializarea produselor obținute din bovine, ovine și porcine clonate, considerând că ele nu prezintă riscuri pentru consum.
Statele Unite au cea mai mare suprafață cultivată cu porumb, de 31 milioane hectare în anul 2009, iar producția medie este de 9,6 tone/hectar.
Producția de porumb a fost de 367 milioane de tone în anul 2008.

## Construcții
Sectorul construcțiilor a fost grav afectat în contextul crizei declanșate în august 2007 de pe segmentul creditelor ipotecare cu grad mare de risc, industria s-a confruntat cu sechestre numeroase și cu o majorare a stocurilor de case nevândute, iar băncile au devenit prudente și au început să exercite presiuni asupra constructorilor să își diminueze stocurile. Construcțiile de case noi au o rată anuală de aproximativ 1 milion unități.

## Industria auto
În anul 2010, vânzările de autovehicule au crescut cu 11% față de 2009, la 11,6 milioane de unități.
Cele mai mari vânzări le-au avut Ford cu 1.935.000 de autovehicule, Toyota cu 1.760.000 și Chrysler cu 1.085.000 de unități.

## Indicatori statistici
Deficit de cont curent: 739 miliarde USD la sfârșitul anului 2007.
Șomajul în noiembrie 2009: 10%.

## Comerțul exterior
În anul 2009, exporturile SUA au totalizat suma de 1.570 de miliarde de dolari.
Principalii parteneri comerciali ai SUA, după valoarea totală a schimburilor comerciale sunt: Canada (524 miliarde dolari), China (457),
Mexic (392,7), Japonia (181), Germania (131), Marea Britanie (98), Coreea de Sud (87), Franța (65), Taiwan (61) și Brazilia (59).
Volumul schimburilor comerciale bilaterale chino-americane realizate în ultimii 30 de ani a crescut de 130 de ori, de la 2,5 miliarde de dolari americani cât era în 1979, la 330 de miliarde de dolari americani în 2008.
În prezent China și Statele Unite reprezintă una pentru cealaltă cel de-al doilea mare partener comercial.